# Micaela Schäfer

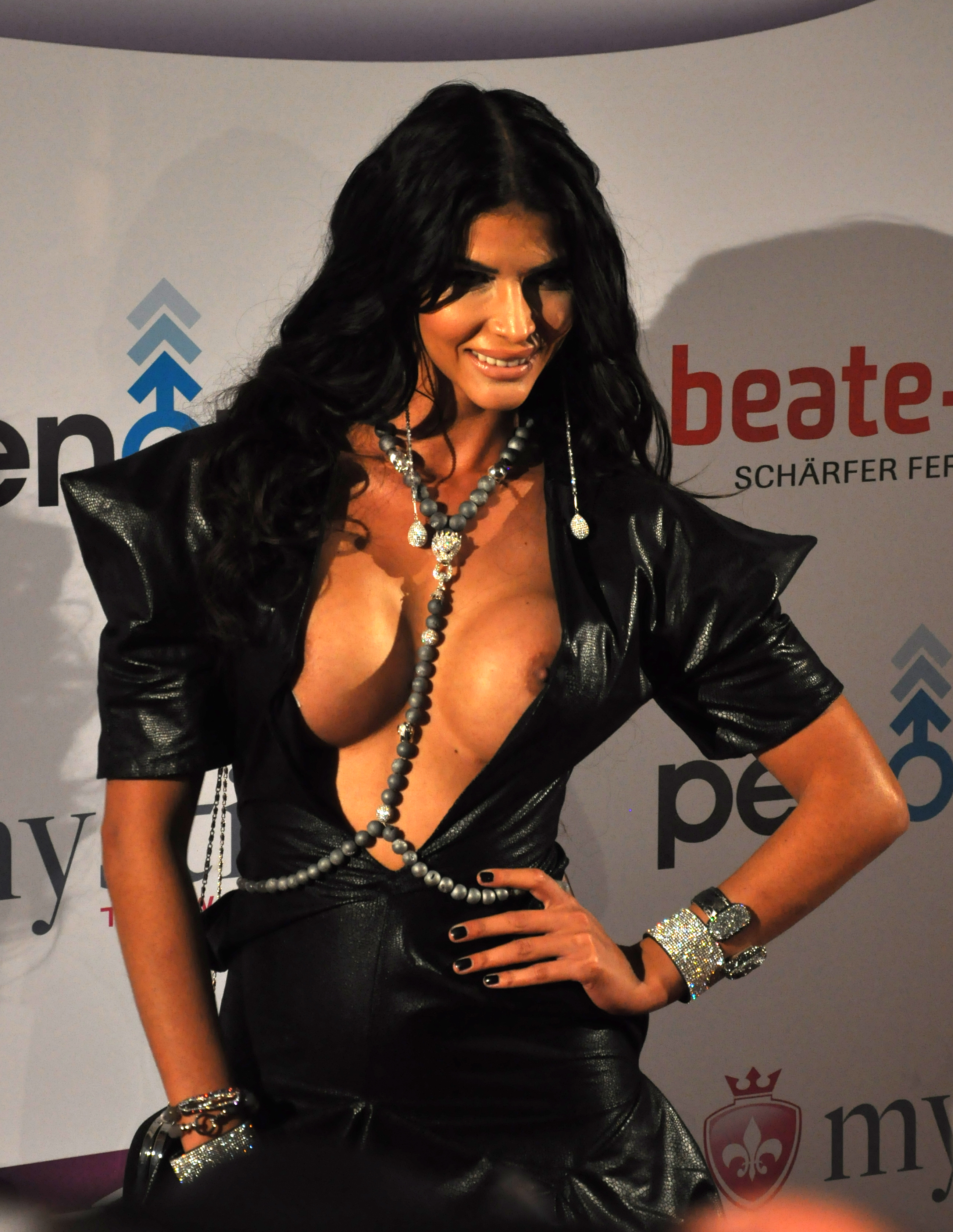
Micaela Schäfer em 2013

Micaela Schäfer (Leipzig, 1 de novembro de 1983) é uma modelo e DJ alemã.

## Filmografia
- 2007: R. I. S. – Die Sprache der Toten (Série de televisão, episódio: Mohnblume)
- 2010: Der Kriminalist (Série de televisão, episódio: Das Verhör)
- 2014: Seed 2: The New Breed (Realização: Marcel Walz)
- 2014: La Petite Mort 2: Nasty Tapes (Realização: Marcel Walz)

## Discografia
- 2010: Life is just a game 2010
- 2011: U-Bahn ins Paradies – Micaela Schäfer feat. Fränzi
- 2012: So Much Love
- 2013: U Made for Me – Micaela Schäfer feat. Heidi Anne
- 2013: Jump! – Oliver DeVille feat. Micaela Schäfer
- 2014: Michaela
- 2014: Blasmusik – Finger & Kadel feat. Micaela Schäfer
- 2015: Partypolizei
- 2015: Rock Me Tonight – Micaela Schäfer & DJ Squizz feat. Vivienne Baur
- 2015: Deine Freundin – Jörg & Dragan (Die Autohändler) feat. Micaela Schäfer
- 2015: Venus
- 2016: Let Me Wash Your Car
- 2017: Lauter – Micaela Schäfer & Marco Rippegather
- 2018: Germany Olé – Micaela Schäfer, Yvonne Woelke, Andreas Ellermann
- 2018: Can You English Please? – Tobee feat. Micaela Schäfer

## Prêmios
- Venus Award de melhor modelo erótica de 2012
- Venus Award de melhor modelo erótica de 2014